# Alfred von Müller
Alfred Friedrich Gustav Alexander von Müller (* 14. Juli 1869 in Saarbrücken; † nach 1906) war ein deutscher Militärschriftsteller.

## Leben

### Herkunft
Alfred war der älteste Sohn des preußischen Rittmeisters Georg von Müller (1844–1876) und dessen Ehefrau Olga, geborene Freiin von Bieberstein (1848–1877).

### Militärkarriere
Müller wurde zunächst im elterlichen Hause erzogen und besuchte die Gymnasien in Coburg, Schweidnitz und Naumburg (Saale). Er trat am 1. Mai 1888 als Avantageur in das Garde-Jäger-Bataillon der Preußischen Armee ein, wo er am 25. Oktober erst Oberjäger und am 15. Januar 1889 zum Fähnrich befördert wurde. Unter gleichzeitiger Versetzung in das 1. Hanseatische Infanterie-Regiment Nr. 75 avancierte er am 16. Januar 1890 zum Sekondeleutnant und diente ab dem 1. August 1895 als Adjutant des I. Bataillons. In dieser Eigenschaft stieg er am 27. Januar 1898 zum Premierleutnant auf. Während der Niederschlagung des Boxeraufstandes war Müller 1900/01 zur Marineinfanterie nach China kommandiert. Er schied am 1. Mai 1902 zwecks Übertritt in den Kolonialdienst aus der Preußischen Armee aus und wurde einen Tag später in der Schutztruppe für Deutsch-Ostafrika angestellt. Dort schied er am 29. Mai 1904 wieder aus.

### Familie
In erster Ehe war Müller mit Margarete Brammer verheiratet, mit der er die Tochter Ilse und den Sohn Friedrich (* 1872) hatte. Nach der Scheidung heiratete er am 30. August 1906 Anna Franke.

## Schriften
- Krieg zwischen Japan und China. 1895.
- Der Krieg in Süd-Afrika 1899/1900 und seine Vorgeschichte. Verlag der Libelschen Buchhandlung, Berlin 1900.
- Der Oranje-Modder-Feldzug. Stormberg und Colesberg. Der Tugela-Feldzug. Verlag der Libelschen Buchhandlung, Berlin 1900.
- Die Wirren in China und die Kämpfe der verbündeten Truppen. 2 Bände: 
  - 1. Band: Verlag der Libelschen Buchhandlung, Berlin 1900. Digitalisat: .
  - 2. Band: Verlag der Libelschen Buchhandlung, Berlin 1902. Digitalisat: .
- Kritische Betrachtungen über den Burenkrieg. Verlag der Libelschen Buchhandlung, Berlin 1901.
- Der Befreiungskampf der Buren. Verlag der Libelschen Buchhandlung, Berlin 1901.
- Unsere Marine in China. Eingehende Darstellung der Thätigkeit unserer Marine und der Seebataillone im ersten Abschnitt der „China-Wirren“.  Verlag der Libelschen Buchhandlung, Berlin 1901, (Digitalisat). Neuausgabe: Wolfenbüttel: Melchior, Historischer Verl., 2011, ISBN 978-3-942562-55-3.